# Chasselay (Rodano)
Chasselay è un comune francese di 2 731 abitanti situato nel dipartimento del Rodano nella regione Alvernia-Rodano-Alpi.

## Società

### Evoluzione demografica
Abitanti censiti